# فورونجین
| سامانه    | ردیف        | اشکوب       | میلیون سال پیش |
| --------- | ----------- | ----------- | -------------- |
| اردوویسین | زیرین       | ترمادوسین   | → پس از آن     |
| کامبرین   | فورونجین    | اشکوب دهم   | ۴۸۵,۴–۴۸۹٬۵    |
| کامبرین   | فورونجین    | ژیانگشانین  | ۴۸۹٬۵-۴۹۴      |
| کامبرین   | فورونجین    | پایبین      | ۴۹۴–۴۹۷        |
| کامبرین   | میائولینگین | گوژانگین    | ۴۹۷–۵۰۰٬۵      |
| کامبرین   | میائولینگین | درومین      | ۵۰۰٬۵-۵۰۴٬۵    |
| کامبرین   | میائولینگین | وولیوئن     | ۵۰۴٬۵–۵۰۹      |
| کامبرین   | ردیف دوم    | اشکوب چهارم | ۵۰۹–۵۱۴        |
| کامبرین   | ردیف دوم    | اشکوب سوم   | ۵۱۴-۵۲۱        |
| کامبرین   | ترنووین     | اشکوب دوم   | ۵۲۱-۵۲۹        |
| کامبرین   | ترنووین     | فورتونین    | ۵۲۹–۵۴۱٬۰      |
| ادیاکاران | ادیاکاران   | ادیاکاران   | → پیش از آن    |

فورونجین (انگلیسی: Furongian) چهارمین و آخرین ردیف از دوره کامبرین است که از ۴۹۷ تا ۴۸۵٫۴ میلیون سال پیش را در بر می‌گیرد. این ردیف پس از ردیف ۳ کامبرین و پیش از اشکوب ترمادوسین از دور اردویسین پیشین قرار دارد.
فورونجین به سه اشکوب پایبین، ژیانگشانین و اشکوب نام‌گذاری نشده ۱۰ کامبرین تقسیم می‌شود.
مرز بالای فورونجین با اشکوب ترمادوسین به عنوان زمان پدیدار شدن نخستین قیف‌دندانان در حدود ۴۸۵٫۴ میلیون سال پیش شناخته می‌شود.